# Wereldkampioenschap superbike van Albacete 1995
Het wereldkampioenschap superbike van Albacete 1995 was de vijfde ronde van het wereldkampioenschap superbike 1995. De races werden verreden op 25 juni 1995 op het Circuito de Albacete nabij Albacete, Spanje.

## Race 1
| Pos | Nr | Rijder               | Constructeur | Rondes | Tijd        | Grid | Punten |
| --- | -- | -------------------- | ------------ | ------ | ----------- | ---- | ------ |
| 1   | 3  | Aaron Slight         | Honda        | 28     | 44:10.059   | 6    | 25     |
| 2   | 1  | Carl Fogarty         | Ducati       | 28     | +0.379      | 2    | 20     |
| 3   | 11 | Troy Corser          | Ducati       | 28     | +0.678      | 1    | 16     |
| 4   | 27 | Pierfrancesco Chili  | Ducati       | 28     | +0.749      | 11   | 13     |
| 5   | 8  | Piergiorgio Bontempi | Kawasaki     | 28     | +7.044      | 3    | 11     |
| 6   | 9  | Fabrizio Pirovano    | Ducati       | 28     | +15.655     | 10   | 10     |
| 7   | 17 | Anthony Gobert       | Kawasaki     | 28     | +16.234     | 7    | 9      |
| 8   | 4  | Andreas Meklau       | Ducati       | 28     | +20.041     | 5    | 8      |
| 9   | 25 | Yasutomo Nagai       | Yamaha       | 28     | +21.546     | 8    | 7      |
| 10  | 45 | Colin Edwards        | Yamaha       | 28     | +23.110     | 9    | 6      |
| 11  | 5  | Simon Crafar         | Honda        | 28     | +23.255     | 15   | 5      |
| 12  | 33 | John Reynolds        | Kawasaki     | 28     | +23.802     | 4    | 4      |
| 13  | 13 | Paolo Casoli         | Yamaha       | 28     | +25.810     | 12   | 3      |
| 14  | 19 | Adrien Morillas      | Ducati       | 28     | +30.175     | 18   | 2      |
| 15  | 28 | Gianmaria Liverani   | Ducati       | 28     | +30.619     | 16   | 1      |
| 16  | 43 | David Jefferies      | Kawasaki     | 28     | +55.122     | 19   |        |
| 17  | 66 | Jean-Yves Mounier    | Ducati       | 28     | +1:10.396   | 20   |        |
| 18  | 80 | Satoshi Tsujimoto    | Honda        | 28     | +1:10.544   | 21   |        |
| 19  | 58 | Aldeo Presciutti     | Ducati       | 28     | +1:24.413   | 22   |        |
| 20  | 46 | Florian Ferracci     | Ducati       | 28     | +1:25.204   | 23   |        |
| 21  | 32 | Ferdinando Di Maso   | Ducati       | 28     | +1:32.935   | 24   |        |
| 22  | 38 | Andrea Perselli      | Ducati       | 28     | +1:38.571   | 26   |        |
| DNF | 81 | Russell Wood         | Bimota       | 21     | Uitgevallen | 25   |        |
| DNF | 21 | Massimo Meregalli    | Yamaha       | 13     | Uitgevallen | 13   |        |
| DNF | 12 | Mauro Lucchiari      | Ducati       | 11     | Uitgevallen | 14   |        |
| DNF | 10 | Terry Rymer          | Ducati       | 8      | Uitgevallen | 17   |        |

## Race 2
| Pos | Nr | Rijder               | Constructeur | Rondes | Tijd         | Grid | Punten |
| --- | -- | -------------------- | ------------ | ------ | ------------ | ---- | ------ |
| 1   | 1  | Carl Fogarty         | Ducati       | 28     | 44:12.784    | 2    | 25     |
| 2   | 27 | Pierfrancesco Chili  | Ducati       | 28     | +4.759       | 11   | 20     |
| 3   | 3  | Aaron Slight         | Honda        | 28     | +6.370       | 6    | 16     |
| 4   | 9  | Fabrizio Pirovano    | Ducati       | 28     | +6.697       | 10   | 13     |
| 5   | 11 | Troy Corser          | Ducati       | 28     | +9.258       | 1    | 11     |
| 6   | 25 | Yasutomo Nagai       | Yamaha       | 28     | +19.462      | 8    | 10     |
| 7   | 4  | Andreas Meklau       | Ducati       | 28     | +22.300      | 5    | 9      |
| 8   | 33 | John Reynolds        | Kawasaki     | 28     | +26.710      | 4    | 8      |
| 9   | 13 | Paolo Casoli         | Yamaha       | 28     | +29.533      | 12   | 7      |
| 10  | 5  | Simon Crafar         | Honda        | 28     | +37.004      | 15   | 6      |
| 11  | 45 | Colin Edwards        | Yamaha       | 28     | +49.726      | 9    | 5      |
| 12  | 21 | Massimo Meregalli    | Yamaha       | 28     | +50.810      | 13   | 4      |
| 13  | 43 | David Jefferies      | Kawasaki     | 28     | +51.047      | 19   | 3      |
| 14  | 28 | Gianmaria Liverani   | Ducati       | 28     | +51.216      | 16   | 2      |
| 15  | 80 | Satoshi Tsujimoto    | Honda        | 28     | +1:04.502    | 21   | 1      |
| 16  | 38 | Andrea Perselli      | Ducati       | 27     | +1 ronde     | 26   |        |
| DNF | 8  | Piergiorgio Bontempi | Kawasaki     | 24     | Uitgevallen  | 3    |        |
| DNF | 58 | Aldeo Presciutti     | Ducati       | 13     | Uitgevallen  | 22   |        |
| DNF | 32 | Ferdinando Di Maso   | Ducati       | 12     | Uitgevallen  | 24   |        |
| DNF | 66 | Jean-Yves Mounier    | Ducati       | 10     | Uitgevallen  | 20   |        |
| DNF | 12 | Mauro Lucchiari      | Ducati       | 4      | Uitgevallen  | 14   |        |
| DNF | 19 | Adrien Morillas      | Ducati       | 4      | Uitgevallen  | 18   |        |
| DNF | 10 | Terry Rymer          | Ducati       | 3      | Uitgevallen  | 17   |        |
| DNF | 46 | Florian Ferracci     | Ducati       | 3      | Uitgevallen  | 23   |        |
| DNS | 17 | Anthony Gobert       | Kawasaki     | 0      | Niet gestart | 7    |        |
| DNS | 81 | Russell Wood         | Bimota       | 0      | Niet gestart | 25   |        |

## Tussenstanden na wedstrijd
| Pos | Nr | Rijder              | Team   | Punten |
| --- | -- | ------------------- | ------ | ------ |
| 1   | 1  | Carl Fogarty        | Ducati | 230    |
| 2   | 3  | Aaron Slight        | Honda  | 135    |
| 3   | 27 | Pierfrancesco Chili | Ducati | 112    |
| 4   | 9  | Fabrizio Pirovano   | Ducati | 99     |
| 5   | 11 | Troy Corser         | Ducati | 93     |

1992 · 1993 · 1994 · 1995 · 1996 · 1997 · 1998 · 1999